# Stříbro (minerál)
Stříbro, chemický vzorec Ag, je krychlový minerál.

## Vznik
Krystalizuje z horkých roztoků, hromadí se v oblasti cementačních zón nebo v usazeninách. Tvoří pseudomorfózy po jiných minerálech obsahujících stříbro.

## Morfologie
Dokonalé krystaly jsou vzácné, nejčastěji to jsou tvary krychle, dvanáctistěnu a osmistěnu. Krystaly jsou obyčejně jednostranně nebo kostrovitě vyvinuté, takže vznikají tvary o zdánlivě nižší souměrnosti. Vývoj kostrovitý a drátkovitý je podobný jako u mědi. Drátkovité agregáty bývají zkroucené nebo jakoby sestavené z jiných rovnoběžných drátků, jindy tvoří plechy, plíšky, tenké kůry a povlaky, ještě častější jsou kusy zcela nepravidelné. 

## Vlastnosti
- Fyzikální vlastnosti: Tvrdost 2,5–3, hustota kolísá podle příměsí od 9,6 do 12 g/cm³. Štěpnost chybí, lom hákovitý. Kujné, tažné, ohebné, dobře vede teplo a elektrický proud.
- Optické vlastnosti: Barva: stříbrobílá, časem matní a černá. Průhlednost: opakní. Kovový lesk.
- Chemické vlastnosti: Složení: Ag téměř 100 %, příměsi Au, Bi, Cu, Sb, Hg, Pt, As. Před dmuchavkou taje. Rozpouští se v HNO3, s H2S černá.

## Získávání

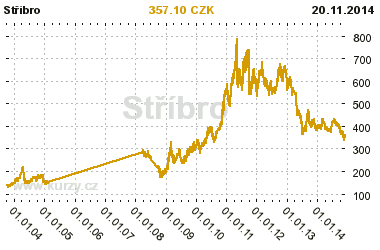
Vývoj ceny stříbra na komoditních burzách

Stříbro se získává hornickou těžbou nebo rýžováním z naplavenin. Byly nalezeny kompaktní kusy a to i značných rozměrů a hmotnosti i několika set kilogramů.

## Využití
Široké uplatnění ve šperkařství, klenotnictví, mincovnictví, elektroprůmyslu, lékařství a při výrobě fotografických materiálů. Používá se také při úpravě pitné vody, výrobě zrcadel či při přípravě speciálních slitin.
Stříbro je komoditní surovinou stejně jako např. kukuřice, měď nebo ropa, se kterou se obchoduje na komoditních burzách. 		

## Naleziště
- Kutná Hora (Česko)
- Jihlava (Česko)
- Jáchymov (Česko) - nálezy drátů dlouhých až 30cm
- Příbram (Česko)
- Přerov (Česko)

- Norsko - Kongsberg
- Kanada - nalezen kus o hmotnosti 612 kg
- USA - V Jižní Arizoně nalezen kus o hmotnosti 1350 kg
- Mexiko
- Bolívie
- a další…